# Конденсат-Жайыкмунай
«Жайы́к» (каз. «Жайық») — мужской волейбольный клуб из Уральска, выступающий в
Высшей лиге «А» Казахстана.

## Достижения
- Чемпион Казахстана (3) — 1998, 2014, 2025